# Rostherne
Rostherne est une paroisse près de Tatton Hall, dans le nord-est du comté de Cheshire, où se trouve une église paroissiale fondée au XIIe siècle (l'édifice est réconstruite au XVIIIe siècle) et plusieurs monuments historiques.
Cet édifice religieux renferme les tablettes ancestrales des anciennes familles Venables (en), Leigh, Egerton, Cholmondeley et de Brooke (en).

Écu des Leigh d'High Legh.